# Monika Ryniak
Monika Ryniak (Myślenice, 24 de Janeiro de 1960) é uma política da Polónia. Ela foi eleita para a Sejm em 25 de Setembro de 2005 com 2193 votos em 13 no distrito de Cracóvia, candidato pelas listas do partido Prawo i Sprawiedliwość.